# Autostrada E47 (Dania)
Autostrada E47 biegnąca z północy na południe z portu promowego w Helsingør do portu promowego w Rødbyhavn.
Autostrada oznakowana jest jako E47.

## Odcinki międzynarodowe
Droga na całej długości jest częścią trasy europejskiej E47.